# إيبا أورخيه
إيبا آنا كريستينا أورخيه (ولدت في 12 يناير 2001) هي لاعبة متزلجة جبال الألب سويدية بارالمبية شاركت في دورة الألعاب البارالمبية الشتوية 2022. تُنافس ضمن نادي فيمدالينز آي إف ألبينا. شاركت في ألعاب بارالمبية في فئة إل دبليو 4، حيث يُمارس التزلج على زلاجتين من قِبل متزلجين ذوي الإعاقة في إحدى ساقين أو من فقد ساق أسفل الركبة. فازت بميداليتين ذهبيتين وميدالية برونزية في دورة الألعاب البارالمبية الشتوية 2022. كما فازت في بطولة العالم بثماني ميداليات ذهبية في سباق المتعرج وسباق المتعرج المتوازي. في عام 2022 حصلت على جائزة فيكتوريا التكريمية للرياضين كأول رياضية سويدية من ذوي الاحتياجات الخاصة تفوز بجائزة فيكتوريا، بعد نجاحها المذهل في دورة الألعاب البارالمبية الشتوية في بكين 2022.

## نشأتها
ولدت إيبا في 12 يناير 2001 في أوسكارشامن، نشأت في نورشوبينغ، وبدأت التزلج على المنحدرات الثلجية في سن السادسة. التحقت بصالة التزلج في أوسترسوند، وعلى الرغم من إعاقتها الوظيفية تنافست حتى سن الثامنة عشرة على قدم المساواة مع الآخرين، وُلدت آرشو مصابة بمتلازمة كليبل-ترينوناي، مما يعني أن ساقها اليمنى لم تكن قادرة على تكوين عضلات بنفس القدر الذي كانت عليه ساقها اليسرى السليمة، وأن ساقها تفتقر إلى طبقة من الجلد، ولا تمتلك وسادة قدم.

## مسيرتها الرياضية
في نوفمبر 2017، شاركت في أولى مسابقات الاتحاد الدولي للتزلج على الجليد في سباق التعرج العملاق في كابداليس، حيث حصلت صعدت للمرة الأول على منصة تتويج وحصلت على المركز الثاني. في خريف عام 2019، تم تصنيفها ضمن فئة إل دبليو (بالإنجليزية: LW4) (ضعف وظيفة العضلات في الساقين) وسُمح لها بالبدء في المنافسة في الرياضات البارالمبية. في أول مسابقة دولية لها في لاندخراف حققت أربعة انتصارات، اثنان منها في بطولة العالم للتزلج البارالمبي واثنان في كأس أوروبا. في نوفمبر وديسمبر 2019، حققت ما مجموعه سبعة انتصارات في كلتا المسابقتين.
في يناير 2020، شاركت لأول مرة في كأس العالم في كرانجسكا غورا، سلوفينيا وفازت في سباق التزلج المتعرج العملاق والذي كان أول فوز للسويد في كأس العالم في جبال الألب منذ أكثر من 15 عامًا. حققت ما مجموعه انتصارين في كأس العالم في التعرج العملاق خلال موسم ظهورها الأول في 2019-20. في العرض الأول لكأس العالم في 2020-21، حققت فوزها الثالث في التعرج العملاق متقدمة على الروسية فارفارا فورونتجيتشينا والفرنسية الحائزة على ثماني ميداليات ذهبية في الألعاب البارالمبية ماري بوشيه. حققت ثلاثة انتصارات من أصل أربعة انتصارات محتملة خلال الأسبوع الأول من كأس العالم في فيسوناز، سويسرا. بعد أسبوع حققت فوزها الأول في كأس العالم في السوبر جي.
في أبريل 2021، حصلت على جائزة نجمة العام من راديوسبورتن لعام 2020، والتي تُمنح للرياضيين في الرياضات البارالمبية. في يناير 2022، في بطولة العالم البارالمبية في ليلهامر، النرويج (تم تأجيل البطولة من عام 2021 بسبب جائحة كوفيد-19، فازت أورشيو بالميدالية الذهبية في التعرج ، والتي كانت الأولى للسويد منذ عام 2004. كما فازت بالميدالية الذهبية في التعرج المتوازي وأنهت أول بطولة عالمية لها بذهبية مزدوجة. في نفس الشهر ضمن جوائز الرياضة السويدية تم ترشيح أورشيو لجائزة الوافد الجديد لهذا العام، وهي الجائزة التي فازت بها الرياضية مايا أسكاج.  في الشهر التالي حصلت على منحة سفينسكا داجبلاديت الرياضية، والمعروفة أيضًا باسم منحة ليلا براجدجولديت لعام 2021. 
في فبراير 2022، تم اختيار أورشيو لتشكيلة السويد لدورة الألعاب البارالمبية الشتوية 2022 في بكين.  بدأت الألعاب البارالمبية بالفوز بالميدالية البرونزية في التزلج على المنحدرات، والتي كانت أول ميدالية للسويد في التزلج على جبال الألب في الألعاب البارالمبية منذ فوز روني بيرسون بميدالية في سولت ليك سيتي عام 2002. بعد يومين فازت بالميدالية الذهبية في سباق السوبر المركب واقفًا، والذي يتكون من كل من السوبر جي والتعرج. كانت الميدالية الذهبية هي الأولى للسويد منذ فوز هيلين ريبا بالتزلج الريفي على الثلج لمسافة 15 كم في سوتشي عام 2014. ثم تقاعدت في سباق التعرج العملاق، ولكن في اليوم التالي لاعتزالها، فازت بميداليتها الذهبية الثانية في الألعاب والميدالية الثالثة بشكل عام عندما فازت في مسابقة التعرج.
في 9 نوفمبر 2022، أعلنت أنها لن تنافس مجدداً في سباقات المنحدارت. في بطولة العالم للتزلج البارالمبي في فبراير 2025، فازت بالميدالية الذهبية في التزلج المتعرج والتزلج المتعرج العملاق.

## حياته الشخصية
تعيش في أوبسالا مع صديقها جويل أولسن. عمها يوهانس أورخيه، بلقب أقوى رجل في السويد لتسع سنوات متتالية.